# 8 грудня
8 грудня — 342-й день року (343-й у високосні роки) у григоріанському календарі. До кінця року залишається 23 дні.

## Свята і пам'ятні дні

### Національні
- Румунія,  Узбекистан: День Конституції.
- Киргизстан: День працівників радіо і телебачення.
- Болгарія,  Північна Македонія: День студента.
- Панама: День матері.
- Фінляндія: День фінської музики.
- Мексика: Свято богині народу мая Ишчель.
- Сирія: Національний день.

### Релігійні

#### Західне християнство
- Свято Непорочного зачаття;
- Пам'ять преподобних Патапія Фівського[en], Євтихія, Річарда Бакстера[en] та Ромаріка[en].

#### Східне християнство[1]
- Пам'ять преподобного Патапія.
- Апостолів від 70-х: Сосфена, Аполлоса, Кифи, Тихика, Єпафродита, Кесарія та Онисифора.
- Мучеників 62 ієреїв та 300 мирян, що в Африці від аріан постраждали.
- Мучениці Анфіси в Римі.

## Іменини
✝  Католицькі: Марія, Патапій, Євтихій, Річард, Ромарік.
✙ Православні: Патапій.

## Події
- 1609 — в Мілані відкрилася Амброзіанська бібліотека, друга найбільша в Європі публічна бібліотека після Бодлеанської, відкритої в Оксфорді у 1602 році. До Амброзіанської бібліотеки входить також картинна галерея.
- 1868 — у Львові засноване товариство «Просвіта».
- 1881 — згорів віденський Рінгтеатр, у якому загинуло близько 850 людей (найжахливіша театральна пожежа у світовій історії)
- 1919 — коаліція союзників (члени Антанти) визнала східним кордоном Польщі «лінію Керзона», юридично затвердивши анексію Польщею деяких українських етнічних земель — Холмщини, Підляшшя, Лемківщини та Посяння.
- 1941 — США та Велика Британія оголосили війну Японії.
- 1942 — іспанський диктатор Франциско Франко оголосив: «Світ вибирає між комунізмом і фашизмом, і я вибираю останнє»
- 1963 — у Неваді викрадений син американського співака Френка Сінатри
- 1963 — розпочав свою роботу Український католицький університет імені святого Климента в Римі.
- 1966 — в Егейському морі затонув грецький пором «Іракліон», здійснюючи черговий рейс з острова Крит. Причиною катастрофи стала вантажівка-рефрижератор, яка зірвалася з кріплення і проламала ворота. Загинуло 217 людей.
- 1980 — кількома пострілами в спину 25-річний Марк Чепмен вбив Джона Леннона, який ввечері повертався з дружиною Йоко Оно додому. Убивця навіть не намагався втекти з місця злочину.
- 1987 — у Вашингтоні генеральний секретар ЦК КПРС Михайло Горбачов і президент США Рональд Рейган підписали договір про ліквідацію ракет середньої та малої дальності.
- 1991 — відбулася зустріч лідерів України, Білорусі та Російської Федерації у Біловезькій Пущі. Зустріч завершилася підписанням Біловезької угоди, що засвідчила юридично факт припинення існування СРСР як держави.
- 1991 — на позачерговому засіданні уряду Чехо-Словацької Федеративної Республіки прийнято рішення про визнання незалежності України.
- 1994 — група дослідників під керівництвом Сігурда Хофманна в Центрі дослідження важких іонів імені Гельмгольца синтезувала хімічний елемент 111, який надалі отримав назву рентгеній на честь винахідника X-променів Вільгельма Рентгена
- 2004 — Верховна Рада України проголосувала за «великий пакет» — внесення змін до Конституції, внесення змін до Конституції в частині місцевого самоврядування, та закон «Про особливості застосування закону України „Про вибори Президента України“ при переголосуванні повторного голосування у грудні 2004 року».
- 2010 — із другим запуском SpaceX Falcon 9 та першим — SpaceX Dragon, SpaceX стає першою приватною компанією, якій вдалося успішно запустити, вивести на орбіту та безпечно повернути космічний апарат.
- 2010 — японський космічний апарат IKAROS із живленням від сонячного вітрила — пролітає повз планету Венера на відстані 80 000 км.
- 2013 — о 18:00 в Києві під час мітингу на Євромайдані повалено пам'ятник Леніну на Бесарабці
- 2024 — повстанці взяли Дамаск, втеча Башара Ассада з Сирії.[2]

## Народились

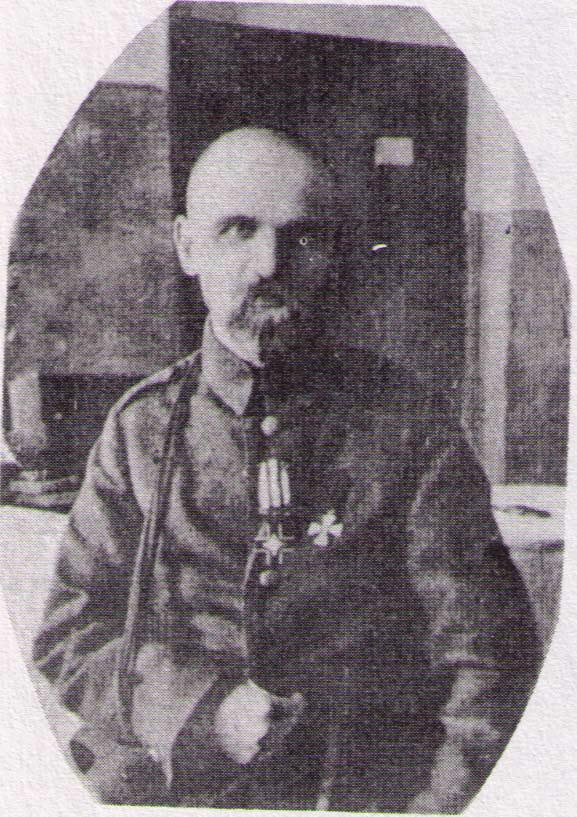
Михайло Омелянович-Павленко

Дивись також Категорія:Народились 8 грудня
- 65 до н. е. — Горацій, давньоримський поет «золотого віку» римської літератури. Один з найуславленіших авторів у всій світовій літературі
- 1542 — Марія Стюарт (пом. 1587) королева Шотландії з 1542.
- 1574 — Марія Анна Баварська, перша дружина Фердинанда II Габсбурга — імператора Священної Римської імперії.
- 1626 — Христина Шведська королева Швеції з 1632 по 1654.
- 1708 — Франц I (пом. 1765), імператор Священної Римської Імперії, Великий герцог Тосканський, герцог Лотаринський, чоловік Марії-Терезії.
- 1723 — Поль Анрі Гольбах, французький філософ німецького походження, письменник, просвітитель, енциклопедист
- 1795 — Петер Андреас Ганзен, дансько-німецький астроном і геодезист.
- 1815 — Адольф фон Менцель, німецький маляр, живописець, ілюстратор.
- 1826 — Лега Сільвестро, італійський художник, один з головних представників творчого товариства Мак'яйолі.
- 1832 — Б'єрнстьєрне Б'єрнсон, норвезький письменник, лауреат Нобелівської премії з літератури 1903 року.
- 1844 — Еміль Рено, французький винахідник, художник і популяризатор науки, предтеча анімаційного кіно.
- 1855 — Володимир Гіляровський, письменник, журналіст-побутописець життя кримінальної Москви кінця ХІХ — початку ХХ століть. Українець за походженням.
- 1858 — Микола Волкович, український хірург.
- 1861 — Жорж Мельєс, французький винахідник і кінорежисер, один із засновників світового кінематографу.
- 1861 — Арістид Майоль, французький скульптор, гравер, портретист та літограф.
- 1862 — Жорж Фейдо, французький комедіограф.
- 1864 — Каміла Клодель, французька скульпторка.
- 1865 — Ян Сібеліус, фінський композитор.
- 1865 — Жак Соломон Адамар, французький математик.
- 1876 — Марія Крушельницька, українська актриса і письменниця.
- 1878 — Михайло Омелянович-Павленко, український діяч, генерал-полковник Армії УНР, Начальний Командант УГА, командувач 1-го Зимового походу.
- 1880 — Йоганнес Аавік, естонський мовознавець.
- 1882 — Григорій Шерстюк, український мовознавець, педагог, журналіст, видавець, громадський діяч
- 1884 — Юліан Опільський (справж. прізв. — Ю. Л. Рудницький), український письменник.
- 1886 — Дієго Рівера, мексиканський художник-монументаліст.
- 1890 — Богуслав Мартіну, чеський композитор.
- 1907 — Климентій Домінчен, український композитор, диригент. Народний артист України (1973).
- 1912 — Юра Зойфер, австрійський драматург, поет, журналіст, політик, уродженець Харкова.
- 1912 — Степан Добош, засновник і перший ректор Ужгородського університету.
- 1919 — Катерина Ющенко, автор першої у світі мови програмування високого рівня («Адресної мови програмування»), науковець-кібернетик, доктор фізико-математичних наук, член-кореспондент АН УРСР.
- 1922 — Луціан Фройд, англійський художник німецько-єврейського походження.
- 1925 — Джиммі Сміт, американський джазовий органіст.
- 1926 — Чхеїдзе Резо Давидович, грузинський актор та режисер. Найвідоміший його фільм (Батько солдата (1964).
- 1927 — Микола Манойло, український оперний співак, народний артист СРСР.
- 1936 — Девід Керрадайн, американський кіноактор.
- 1943 — Джим Моррісон (Джемс Дуглас Моррісон), американський рок-музикант, фронтмен групи The Doors.
- 1947 — Томас Роберт Чек, американський молекулярний біолог, лауреат Нобелівської премії з хімії.
- 1953 — Кім Бейсінгер, американська кіноакторка, лауреат премії «Оскар».
- 1953 — Норман Фінкельштейн, американський політолог, автор та активіст.
- 1960 — Бродді Крістьянссон, ісландський бадмінтоніст.
- 1966 — Шинейд О'Коннор, ірландська поп-співачка.
- 1970 — Хуан Мануель де Прада , іспанський письменник. Лауреат премії «Планета» (1997) і Премії Бібліотеки Бреве (2007).
- 1973 — Корі Тейлор, американський виконавець у стилі нью-метал (Slipknot, Stone Sour).
- 1978 — Ян Сомерхолдер, американський актор.
- 1982 — Нікі Мінаж, американська співачка, реп-виконавець, акторка та модель.
- 1986 — Кейт Вогель, американська поп-рок-співачка, автор-виконавець, акторка.

## Померли
Дивись також Категорія:Померли 8 грудня
- 899 — Арнульф Каринтійський, з 887 року король східних франків та імператор з 896 року, один з представників династії Каролінгів.
- 1638 — Іван Гундулич, хорватський поет і політичний діяч. Один з найбільших представників дубровницької літератури.
- 1709 — Томас Корнель, французький драматург і лібретист, молодший брат П'єра Корнеля.
- 1784 — Григорій Полетика, український культурний діяч, імовірний автор «Історії русів» (нар. 1725).
- 1793 — Мадам дю Баррі, офіційна фаворитка французького короля Людовика XV.
- 1830 — Бенжамен Констан, французько-швейцарський письменник, публіцист і політичний діяч.
- 1859 — Томас де Квінсі, англійський письменник.
- 1864 — Джордж Буль, британський філософ і математик.
- 1903 — Герберт Спенсер, англійський філософ і соціолог.
- 1907 — Йонас Білюнас, литовський письменник.
- 1924 — Ксавер Шарвенка, німецький композитор, піаніст і педагог польсько-чеського походження. Брат композитора та педагога Пилипа Шарвенка і дядько композитора та органіста Вальтера Шарвенка.
- 1937

Василь Вражливий (Штанько), український письменник, громадський діяч. Розстріляний комуністами
Ґео Шкурупій, український письменник, представник панфутуризму. Розстріляний в урочищі Сандармох.
- 1945 — Олександр Зілоті, видатний піаніст та диригент.
- 1975 — Гері Тейн, бас-гітарист британського рок-гурту Uriah Heep.
- 1978 — Голда Меїр, одна з засновників держави Ізраїль, прем'єр-міністр Ізраїлю у 1969–1974
- 1979 — Микола Гриценко, український і радянський актор театру і кіно.
- 1980 — вбито Джона Леннона, британського музиканта, засновника групи Бітлз.
- 1984 — Володимир Челомей, український вчений механік, генеральний конструктор ракетно-космічної техніки СРСР.
- 1989 — Микола Лівицький, президент УНР в екзилі.
- 2002 — Юрій Богатиков, український співак, баритон.
- 2004 — Даймбег Даррелл, співзасновник і колишній член гурту Pantera. Один з найвідоміших у світі гітаристів та виконавців груву.
- 2016 — Джон Гленн, астронавт США, льотчик-випробувач.